# 中山站 (中山市)
中山站是广珠城际铁路的高架车站，位於中國广东省中山市火炬开发区东祥路，在2011年1月7日啟用。

## 车站结构

### 车站楼层
本站为高架二层双岛式车站，一层为站厅层、二层为站台层。
| 地上二层 | 4站台    | 广珠城际 广州南方向（下站：中山北） |  |  |
|          | 岛式站台 |                                     |  |  |
|          | 3站台    | 广珠城际 广州南方向（下站：中山北） |  |  |
|          | 2站台    | 广珠城际 珠海方向（下站：南朗）     |  |  |
|          | 岛式站台 |                                     |  |  |
|          | 1站台    | 广珠城际 珠海方向（下站：南朗）     |  |  |
| 地面     | 站厅     | 售票处、候车区、进站口、出站口      |  |  |

### 站房
中山站是广珠城际新建车站中，仅次于珠海站的第二大站。客流量按最高峰每小时近万人设计，长途最高聚集人数为每小时500人。
车站站房设计融入具岭南特色的外廊式拱门，像中国古代的城门；玻璃、钢等现代建筑材料的运用，达到孙中山所追求中西合璧的效果。

### 站台
中山站设有两个长450米的岛式站台，是广珠城际在中山境内唯一可供16节编组动车组停靠的站点。

## 历史
本站在规划前期称濠头站。中山政府近年将城市发展的重心向东移，为提升火炬开发区战略地位，故将本站命名为中山站。由于车站距离传统中山城区过远，这一站名一度引发争议。
2011年1月7日，车站随广珠城际首期开通而启用。
2017年6月至2018年1月，本站站场进行了改造工程，拓展了站厅有效使用面积，并新增候车座位及进出站通道、新设母婴室等。

## 接驳交通
| 巴士 \| 编号 \| 编号 \| 线路 \| 线路 \| 线路 \| 收费 \| 运营商 \| 备注 \| \| -------- \| ---- \| -------------- \| -------- \| -------------- \| ------ \| ----------------- \| ------ \| \| \| 002 \| 中山汽车总站 \| ⇆ \| 城轨中山站 \| 2元 \| 中山公汽 \| \| \| \| 005 \| 城南公交枢纽站 \| ⇆ \| 城轨中山站 \| 2元 \| 中山公汽 西部公汽 \| \| \| \| 018 \| 中山汽车总站 \| ⇆ \| 城轨中山站 \| 2元 \| 中山公汽 \| \| \| \| 061 \| 城轨中山站 \| ⇆ \| 佳能生活区 \| 2元 \| 中山公汽 \| \| \| \| 068 \| 城轨中山站 \| 特班1 ← \| 东阳路中 \| 2元 \| 中山公汽 \| \| \| 全程 ⇆ \| 068 \| 城轨中山站 \| 翠湖公园 \| \| 2元 \| 中山公汽 \| \| \| 东阳路中 \| 068 \| 特班2 → \| 翠湖公园 \| \| 2元 \| 中山公汽 \| \| \| \| 090 \| 城轨中山站 \| ⇆ \| 五桂山龙塘 \| 2元 \| 中山公汽 西部公汽 \| \| \| \| B12 \| 城轨中山站 \| ⇆ \| 火炬公交枢纽站 \| 2元 \| 中山公汽 \| \| \| \| B29 \| 城轨中山站 \| ⇆ \| 人民医院 \| 2元 \| 中山公汽 \| 原 011 \| \| \| K26 \| 城轨中山站 \| ⇆ \| 坦洲公交枢纽站 \| 2–10元 \| 中山公汽 中南公汽 \| \| |      |                |          |                |        |                   |        |
| 编号 | 编号 | 线路           | 线路     | 线路           | 收费   | 运营商            | 备注   |
| | 002  | 中山汽车总站   | ⇆        | 城轨中山站     | 2元    | 中山公汽          |        |
| | 005  | 城南公交枢纽站 | ⇆        | 城轨中山站     | 2元    | 中山公汽 西部公汽 |        |
| | 018  | 中山汽车总站   | ⇆        | 城轨中山站     | 2元    | 中山公汽          |        |
| | 061  | 城轨中山站     | ⇆        | 佳能生活区     | 2元    | 中山公汽          |        |
| | 068  | 城轨中山站     | 特班1 ←  | 东阳路中       | 2元    | 中山公汽          |        |
| 全程 ⇆ | 068  | 城轨中山站     | 翠湖公园 |                | 2元    | 中山公汽          |        |
| 东阳路中 | 068  | 特班2 →        | 翠湖公园 |                | 2元    | 中山公汽          |        |
| | 090  | 城轨中山站     | ⇆        | 五桂山龙塘     | 2元    | 中山公汽 西部公汽 |        |
| | B12  | 城轨中山站     | ⇆        | 火炬公交枢纽站 | 2元    | 中山公汽          |        |
| | B29  | 城轨中山站     | ⇆        | 人民医院       | 2元    | 中山公汽          | 原 011 |
| | K26  | 城轨中山站     | ⇆        | 坦洲公交枢纽站 | 2–10元 | 中山公汽 中南公汽 |        |

## 利用状况
本站开通初期，客流未及距离中山主城区更近的中山北站。2017年1月5日起，本站开始接发广珠城际线上的跨线列车，使得可从本站前往全国多地。此后，中山北站部分车次逐渐转移至本站停靠。
截至2024年6月15日全国铁路三季度调图，中山站共开行102趟车次，其中上行（广州南方向）51列，下行（珠海方向）51列。

## 未来发展
建设中的深湛铁路深江段设有连接本站的联络线，本站亦将新建两座侧式站台。车站改扩建工程于2024年11月开工。
此外，建设中的南中城际（广州地铁18号线南延段）在本站西北侧地下设站；唯两站间未设站内换乘通道，届时需通过地面换乘。当局亦规划接入中山市域铁路S1线（佛山地铁11号线南延段）等城市轨道交通线路。